# Islamska zajednica Bošnjaka u Australiji
Islamska zajednica Bošnjaka u Australiji (engl.: Bosnian Islamic Council of Australia) (IZBA) je vjerska organizacija Bošnjaka muslimana u Australiji. 
Duhovno vodstvo Bošnjaka muslimana u Australiji zove se Mešihat a najviši predstavnik Islamske zajednice u Australiji je muftija. Trenutni muftija Mešihata Islamske zajednice u Australiji je Mirsad Kalajdžić koji je na ovoj dužnosti od 2022. godine. Islamska zajednica Bošnjaka u Australiji je Mešihat Islamske zajednice u Bosni i Hercegovini, zbog čega je reis-ul-ulema vrhovni poglavar Bošnjaka muslimana i u Australiji.
Sjedište Islamske zajednice Bošnjaka u Australiji nalazi se u Sydneyu.

## Organizacija
Islamska zajednica Bošnjaka u Australiji je osnovana 1994. godine, pri čemu je registrirana kao pravni subjekt u Novom Južnom Walesu. Mešihat Islamske zajednice Bošnjaka u Australiji je najviša organizacija koja se sastoji od šest nezavisnih Bošnjačkih islamskih zajednica koje djeluju u svim glavnim gradovima Australije te ih zastupa u određenim odnosima s Rijasetom Islamske zajednice u Bosni i Hercegovini.

## Muftije
| Muftije Mešihata Islamske zajednice Bošnjaka u Australiji |                   |                |                |          |
| #                                                         | Ime i prezime     | Mandat započeo | Mandat završio | Napomena |
| 1.                                                        | Jasmin ef. Bekrić | 2018.          | Trenutačno     |          |

## Vanjske poveznice
- Islamska zajednica Bošnjaka u Australiji[neaktivna poveznica]